# 顧英
顧英（1466年—？），字順中，號發斋，浙江寧波府慈谿縣人，軍籍，明朝政治人物。

## 生平
弘治十一年（1498年）戊午科浙江鄉試第八名舉人。弘治十五年（1502年）中式壬戌科會試第一百九十六名，三甲第一百二十名進士。授萬載縣知縣，正德三年（1508年）十月选授南京湖广道试监察御史，七年巡按南直隶，九年二月升湖广按察司佥事，十四年七月升四川副使，嘉靖二年（1523年）正月考察以有疾致仕。

## 著作
著有《四书正义》、《论学新稿》、《发斋集》、《南台奏稿》、《台中文议》。

## 家族
曾祖顧山童；祖父顧蒙，貢士；父顧諒。嫡母趙氏；生母徐氏。慈侍下。